# Igor Lazko
Ígor Lazko (Игорь Лазько), (San Petersburgo, 1949) es un pianista ruso que ha llevado a cabo una distinguida carrera internacional como intérprete concertista, artista de grabación y profesor de otros pianistas.

## Biografía
Ígor Lazko desciende de una familia que ha dado músicos de renombre a lo largo de varias generaciones. Cuando contaba seis años de edad fue admitido en la escuela especial para jóvenes músicos del Conservatorio Rimski-Kórsakov de San Petersburgo, donde estudió con Pável Serebriakov y Lejvítskaya. Se sintió profundamente influido por el pianismo de Glenn Gould en su gira por la Unión Soviética de 1957: tanto esa experiencia como las grabaciones de Gould, constituyeron una fuente de inspiración: el pianista lo describe en un artículo publicado.
Desde una edad muy temprana mostró un talento excepcional y, con solo 14 años, fue el más joven premiado de la historia del Concurso Internacional Johann Sebastian Bach, de Leipzig, recibiendo la medalla de bronce.
Poco después (en 1965), realizó la grabación de las Invenciones a dos y tres voces para la casa discográfica Russian Melodiya. disco que marcaría el inicio de su carrera como concertista.
Su duro trabajo y su talento excepcional le abrieron las puertas a la mejor enseñanza que Rusia ofrecía. Fue alumno del Conservatorio Chaikovski de Moscú en la clase de Yákov Zak, sucesor de Heinrich Neuhaus, y obtuvo el Primer Premio en todos sus años de estudio. Desde 1974 hasta 1977, desarrolló una carrera como solista y músico de cámara en la Unión Soviética, y fue solista de la Filarmónica de Leningrado.

## Belgrado
De 1978 hasta 1992, fue profesor de la Universidad de Belgrado. En ese período grabó las Seis Partitas y las Variaciones Goldberg de J. S. Bach, así como obras de Chaikovski y otros compositores. El concierto que dedicó a la memoria del pianista canadiense Glenn Gould fue proclamado como la "mejor interpretación de la temporada 1982-1983" en Belgrado. Intensamente involucrado en la vida musical del país, su recital del Festival de Belgrado de 1987 se compuso por entero de música de compositores serbios, mientras que su recital de 1989 fue un programa de música de compositores rusos: Músorgski, Chaikovski ("Las estaciones" op. 37, que también grabó en Belgrado) y Rajmáninov. Su recital de 1987 con el violinista Črtomir Sišković combinó música de Bach, Mozart y Chaikovski. Tras haber ganado, en 1981, el Congreso de Música Contemporánea de Saint-Germain-en-Laye, su carrera lo llevó a Francia. En 1985, en el Festival "Musique comme Bach" de Nanterre, tocó prácticamente todas las obras para teclado de J. S. Bach.

## Trayectoria
Ígor Lazko ha trabajado con directores como Yuri Temirkánov, Mariss Jansons, Vladislav Chernushenko y Valeri Guérguiyev, con las Orquestas Filarmónicas de Leningrado y de Moscú, con la Orquesta de Cámara Nacional de Canadá, y con numerosos conjuntos europeos. Afincado en París desde 1992, compagina su actividad concertística con su trabajo como profesor: enseña en la Schola Cantorum de París, en la Escuela Nacional de Música de Fresnes y, en particular, en el Conservatorio Ruso de París "Alexandre Scriabine".
Es Presidente Director del Concurso Internacional de Piano Nikolái Rubinstein (fundado en 1996) y es Fundador y Presidente del Concurso Internacional de Piano del Conservatorio Ruso Alexandre Scriabine (2001) en París. Además está muy involucrado en el Concurso Internacional de Piano de Música Académica de Jūrmala (Letonia), que alcanzó su undécima edición en 2010.
Ígor Lazko ha realizado innumerables giras en Francia, Rusia, Suiza, Alemania, Yugoslavia, Italia, Grecia y en los Estados Unidos. Del mismo modo da clases magistrales regularmente a lo largo de toda Europa (Italia, Suiza, Alemania, etc.) y en los Estados Unidos.
Es pianista del Trío Mendelssohn, junto al violinista Alexandre Stajic y al chelista Dorel Fodoreanu.

## Estilo
Ígor Lazko es un artista puro y un auténtico pianista. También es un músico de cámara excepcional. Posee, en el más elevado grado, el arte de "hablar" a través del piano que es distintivo de los más grandes intérpretes. Goza de los recursos de una técnica infalible (quizá debida al trabajo regular de la obra de J. S. Bach). El refinado lirismo de su estilo y su proyección casi sinfónica del sonido, unidos al poder espiritual de su discurso otorgan una profunda autenticidad a sus interpretaciones, "un derroche de sonido de gran belleza: con él la música vuelve a lo que fue su origen y se muestra límpida, simple y pura." (A.M.M.).

## Discos mencionados
- Invenciones a dos y tres voces (J S Bach) (Melódiya 10" 33D 19399/400)
- Concierto para piano y orquesta en Fa menor (J S Bach) con la Orquesta de Cámara de Leningrado dirigida por Yuri Temirkánov (1968).[18]
- Variaciones Goldberg, Bach (Belgrado): PGP - Produkcija Gramofonskih Ploċa Radio-Televisije Beograd, SOKOJ RTB 2330172 (editado en abril de 1985, publicado en 1987).
- Partitas, Bach (Belgrado): PGP RTB 3130096 (publicado el 17 de enero de 1985[19])
- Las Estaciones (Chaikovski), op 37a. PGP RTB 2130513.
- w. Crtomir Siskovic (vln), violin: Sonata en Sol menor 'Didone abbandonata' (Tartini); Suite no 1 (Svara Danilo); Sonatina en Sol menor (Antonin Dvořák). PGP RTB 230049; Jugoton LSY-66243.
- w. Alexandre Brussilovsky, violin: Sonata para violín y piano en La mayor (César Franck); Sonata para violín y piano en Mi bemol mayor (Richard Strauss). Suoni e colori, ORCD 6712 (agosto del 2000).
- w. Brussilovsky (vln), Nathanaelle Marie, obras de Jandoshkin, Afanásiev, Cui, Balákirev, Músorgski, Chaikovski, Tanéyev, Arensky, Rajmáninov, Efrem Zimbalist. Suoni e colori, 53005.
- w. Brussilovsky (vln), Amaury Wallez (bassoon), Michel Lethiec (clar.), Glinka: Trio Pathetique en Re menor. Suoni e colori 53004.